# 러브 미 텐더 (드라마)
《러브 미 텐더》는 KBS2에서 2001년 6월 17일에 방영한 드라마시티다.

## 출연진

### 주요 인물
- 송승환 : 명수 역 - 소설가, 대필작가
- 김지연 : 영주 역 - 꽃집 운영
- 조인성 : 준호 역 - 택배맨
- 조양자 : 영주의 이모 역
- 이동훈 : 용식 역 - 준호의 친구

### 그 외
- 나성균 : 사장 역 - 출판사 운영
- 김호림 : 회장 역 - 명수에게 대필을 맡긴 인물
- 정휘석 : 택배맨 역
- 유순관 : 판매원 역